# Limbochromis robertsi
Рід складається лише з одного виду риб родини цихлові.

## Види
- Limbochromis robertsi (Thys van den Audenaerde & Loiselle, 1971)